# Jack Pulman
Pour les articles homonymes, voir Pulman.
Jack Pulman, né le 11 juillet 1925 à Londres et mort le 20 mai 1979, est un scénariste britannique.

## Biographie
Il meurt d'un infarctus du myocarde.

## Filmographie
- 1960 : Ein Fingerhut voll Mut (TV)
- 1960 : Nach all der Zeit (TV)
- 1962 : Le Meilleur Ennemi (The Best of Enemies)
- 1965 : Buddenbrooks (feuilleton TV)
- 1966 : Se tutte le donne del mondo
- 1967 : Mission T.S. (Matchless)
- 1968 : The Portrait of a Lady (TV)
- 1969 : Christ Recrucified (feuilleton TV)
- 1969 : David Copperfield (TV)
- 1970 : L'Exécuteur (The Executioner)
- 1970 : Jane Eyre (TV)
- 1971 : I Buddenbroock (feuilleton TV)
- 1971 : Kidnapped
- 1972 : The Golden Bowl (feuilleton TV)
- 1972 : War & Peace (feuilleton TV)
- 1974 : La Chute des aigles ("Fall of Eagles") (feuilleton TV)
- 1975 : Poldark (série TV)
- 1976 : Moi Claude empereur ("I, Claudius") (feuilleton TV)
- 1979 : Crime et Châtiment ("Crime and Punishment") (feuilleton TV)
- 1981 : Private Schulz (feuilleton TV)

## Théâtre
- 1971 : Au théâtre ce soir : Joyeuse Pomme de Jack Pulman, mise en scène Jacques Rosny, réalisation Pierre Sabbagh, Théâtre Marigny